# 内村颯太
内村 颯太（うちむら そうた、2003年3月7日 - ）は、日本の歌手、タレント、アイドル。ジュニア内男性アイドルグループ・少年忍者のメンバー。
埼玉県出身。STARTO ENTERTAINMENT所属。

## 来歴
2011年、小学3年生の時に母親が履歴書を送りオーデションを受けるが不合格となる。ダンスが上手く踊れず、泣きながら帰宅したという。2013年、小学5年生に進級し、再度オーデションを受け合格。同年6月23日、ジャニーズ事務所に入所。同オーデションを受けた同期に少年忍者のメンバー元木湧がいる。
2018年に結成された少年忍者および派生ユニットの5忍者メンバーとして活動を開始する。
2021年1月12日、関西テレビ・フジテレビ系テレビドラマ『青のSP―学校内警察・嶋田隆平―』でドラマ初出演。
2022年3月、『最強で最高の自慢の息子』で舞台初主演。翌2023年6月、続編『最強で最高の自慢の息子 Season2』に出演。再び主演を務める。
2024年1月7日、体調不良により活動休止を発表。同年7月13日にジュニアの公式サイトおよびXで活動再開を発表し、Xには内村の写真も掲載された。同年8月16日（台風の影響を受け17日より開催） 、所属する少年忍者の単独コンサート『PASSION!!〜忍 in the Summer 2024〜』に出演、本格的に活動を再開する。

## 出演

### テレビドラマ
- 青のSP―学校内警察・嶋田隆平― 第1話（2021年1月12日、関西テレビ・フジテレビ） - 慶城附属中学校の生徒 役[6]
- 文豪少年!〜ジャニーズJr.で名作を読み解いた〜 第10話『冬の青い日傘』（2021年5月23日、WOWOW） - 主演・真木 役[14]
- 恋の病と野郎組 Season2（2022年1月24日 - 3月28日、日本テレビ） - 九賀樹 役[15]
- 土曜はナニする!? イケドラ（2022年11月5日 - 11月26日、関西テレビ・フジテレビ）[16]

### 映画
- 東西ジャニーズJr. ぼくらのサバイバルウォーズ （2022年4月1日公開、松竹） - 春太 役[17]

### ショートムービー
- 三原色「Green」篇（2022年10月24日 - 公開、唐津市特設サイト「カラフルカラツ」） -主演・津田泉 役[18][19]

### 舞台
- 滝沢歌舞伎 2017（2017年4月6日 - 5月14日、新橋演舞場）[20]
- 最強で最高の自慢の息子（2022年3月1日 - 11日、草月ホール） - 主演・八神空 役[7][21]
  - 最強で最高の自慢の息子 Season2（2023年6月22日 - 7月2日、草月ホール） - 主演・八神空 役[8]
- Bug Parade（2025年4月14日 - 5月5日、東京グローブ座 / 5月10日 - 12日、COOL JAPAN PARK OSAKA WWホール） - 泣き虫男 役（など計14役）[22]

### イベント
- 駆アガル！〜あべこべ男子に憧れて〜（2025年3月22日・23日、ぴあアリーナMM）[23][24]